# ГЕС Олівоне
ГЕС Олівоне — гідроелектростанція на південному сході Швейцарії. Становить середній ступінь у гідровузлі Бленіо, розташованому на південному схилі хребта Лепонтинські Альпи в долині Вал-Бленіо, яка вміщує сточище річки Бренно (ліва притока Тічино, що через По належить до басейну Адріатичного моря).
Ресурс для роботи станції постачається з водосховища Luzzone об'ємом 108 млн м3 (до модернізації у 1990-х роках — 87 млн м3), створеного на лівій притоці Бренно Riale di Luzzone за допомогою аркової бетонної греблі висотою 225 метрів (після нарощування на 17 метрів у 1990-х) та довжиною 600 метрів, на яку витратили 1,33 млн м3 матеріалу. До сховища окрім прямого стоку надходить вода, відпрацьована на верхньому ступені гідровузла ГЕС Luzzone. Остання своєю чергою живиться від спорудженого на лівій притоці Бренно Рі-де-Карассіно водосховища Карассіно та через дериваційний тунель із правобережжя Бренно (басейн річки Бренно-дель-Лукоманго).
Від водосховища Luzzone до розташованого у гірському масиві лівобережжя Бренно підземного машинного залу веде головний дериваційний тунель, який забезпечує напір у 545 метрів. Первісно зал було обладнано двома турбінами типу Пелтон загальною потужністю 70 МВт. У 2017/2018 роках їх планується замінити на 2 турбіни по 60,5 МВт. Відпрацьована вода відводиться у водосховище Malvaglia, з якого живиться нижній ступінь гідровузла ГЕС Biasca.
Управління станцією Олівоне з 1976 року здійснюється дистанційно з центрального диспетчерського пункту в Локарно.